# کننیسا بکله
کِنِنیسا بِکِلِه (به امهری: ቀነኒሳ በቀለ) (زادهٔ ۱۳ ژوئن ۱۹۸۲ در بکوجی، منطقهٔ اورومیا، اتیوپی) دوندهٔ اهل اتیوپی در دوهای استقامت، رکورددار دوهای ۵۰۰۰ متر و ۱۰٬۰۰۰ متر جهان و المپیک و برنده دو مدال طلای المپیک آتن و پکن در ۱۰٬۰۰۰ متر و یک مدال نقره در آتن و یک مدال طلا در پکن در دو ۵۰۰۰ متر است.
بِکِلِه پرافتخارترین ورزشکار رشتهٔ دو صحرانوردی است. او رکورددار دو صحرانوردی ۴ کیلومتر (مسافت کوتاه) و ۱۲ کیلومتر (مسافت طولانی) است و شش بار در مسافت کوتاه و پنج بار در مسافت طولانی قهرمان این مسابقات شده‌است.
او از سال ۲۰۰۳ تا ۲۰۰۹ چهار دورهٔ پیاپی قهرمان دو ۱۰٬۰۰۰ متر جهان شد و از سال ۲۰۰۳ تا ۲۰۱۱ در این رشته در هیچ مسابقه‌ای شکست نخورد. او در ۲۰۰۹ برلین مدال طلای ۵۰۰۰ متر، و در مسابقات قهرمانی داخل سالن جهان ۲۰۰۶ مدال طلای دو ۳۰۰۰ متر را نیز کسب کرد.
بِکِلِه رکورد جهانیِ دو ۵۰۰۰ متر را با ۱۲:۳۷٫۳۵ دقیقه، و رکورد جهانی دو ۱۰٬۰۰۰ متر را با ۲۶:۱۷٫۵۳ دقیقه در اختیار دارد.
بِکِلِه، پس از چند سال دوری از مسابقات دو، در سال ۲۰۱۴ در اولین مسابقهٔ دو ماراتن خود با رکورد قابل توجهِ ۲:۰۵:۰۴ برندهٔ مسابقه ماراتن پاریس شد.
برادر کوچک‌تر او تاریکو بکله نیز از دوندگان مطرح دو استقامت اتیوپی و دنیا است که در المپیک لندن مدال برنز دو ۱۰٬۰۰۰ متر را دریافت کرد.